# Megachile psenopogoniaea
Megachile psenopogoniaea är en biart som beskrevs av Jesus Santiago Moure 1948. Megachile psenopogoniaea ingår i släktet tapetserarbin, och familjen buksamlarbin. Inga underarter finns listade i Catalogue of Life.